# Halmstads Fäktsällskap
Halmstads Fäktsällskap (HFS) är en fäktklubb i Halmstad, bildad i mars 1952 (då under namnet Halmstads fäktklubb: HFK). Verksamheten pågick ett antal år under 1950-talet men avstannade sedan. 1969 blev det nystart och sedan dess har fäktträning pågått oavbrutet i HFS. HFS betraktar idag 1969 som föreningens startår och kommer 2009 att fira 40-årsjubileum. Föreningen bedriver såväl vuxen- som ungdomsverksamhet och tränar och tävlar i sportfäktning med vapnen värja och florett. HFS tränade i Halmstads Sporthall (C-hallen) fram tills julen 2009. I januari 2010 flyttade HFS in i C 5 hallen i den nybyggda Halmstad Arena. Anders Lindqvist är HFS fäktmästare. Årligen i november arrangerar HFS ungdomstävlingen "Laxträffen" som är en deltävling i Svenska Fäktförbundets (SvFF) masters serie, Danska fäktare brukar medverka i tävling. Dessutom arrangerar HFS i mars en deltävling i den västsvenska nybörjartävlingen Silverfloretten.

## HFS placeringar

### Seniorer
Värja
- 2010 Robert Rosén SM-Guld Värja/Herrar
- 1987 Marie Oltner SM-Guld Värja/Damer

Florett
- 2011 Mattias Magnusson SM-Guld Florett/Herrar
- 1988 Marie Oltner SM-Guld Florett/Damer
- 1987 Marie Oltner SM-Guld Florett/Damer
- 1986 Mats Ahlgren SM-Guld Florett/Herrar

### Junior-SM (JSM)
JSM Värja
- 1985 Marie Oltner (Riksmästerskap)
- 2015 Simon Åmot-Hansen Guld

JSM Värja Lag
- 1986 Ann-sofie Jansson, Ulrika Larsson, Elisabeth Johansson och Anita Wilhelmsson JSM-Guld
- 1985 Ann-Sofie Jansson, Ulrika Larsson och Marie Oltner JSM-Guld

JSM Florett 
- 1987 Ann-Sofie Jansson JSM-Guld Florett/Damer
- 1986 Mats Ahlgren JSM-Guld Florett/Herrar
- 1985 Mats Ahlgren JSM-Guld Florett/Herrar

### JNM (Nordiska mästerskap för juniorer)
- 2011 Jesper Jönsson-Löf JNM-Guld Florett/Kadetter